# Konstgång

Konstgång, funktionsprincip.

Konstgång (ofta kallad stånggång) är en äldre anordning för mekanisk kraftöverföring över kortare sträckor. Systemet utvecklades successivt på 1500-talet tillsammans med det s.k. seriekopplade pumpverket som i grunden är samma princip. Dess stora betydelse kom att bli inom gruvbrytningen där de tidigt användes i Tysklands gruvdistrikt i bland annat i Harz och Erzgebirge. Den svenske uppfinnaren och industrimannen Christoffer Polhem förbättrade systemet på slutet av 1600-talet och början av 1700-talet. I Sverige var konstgångar i drift en bit in på 1900-talet.

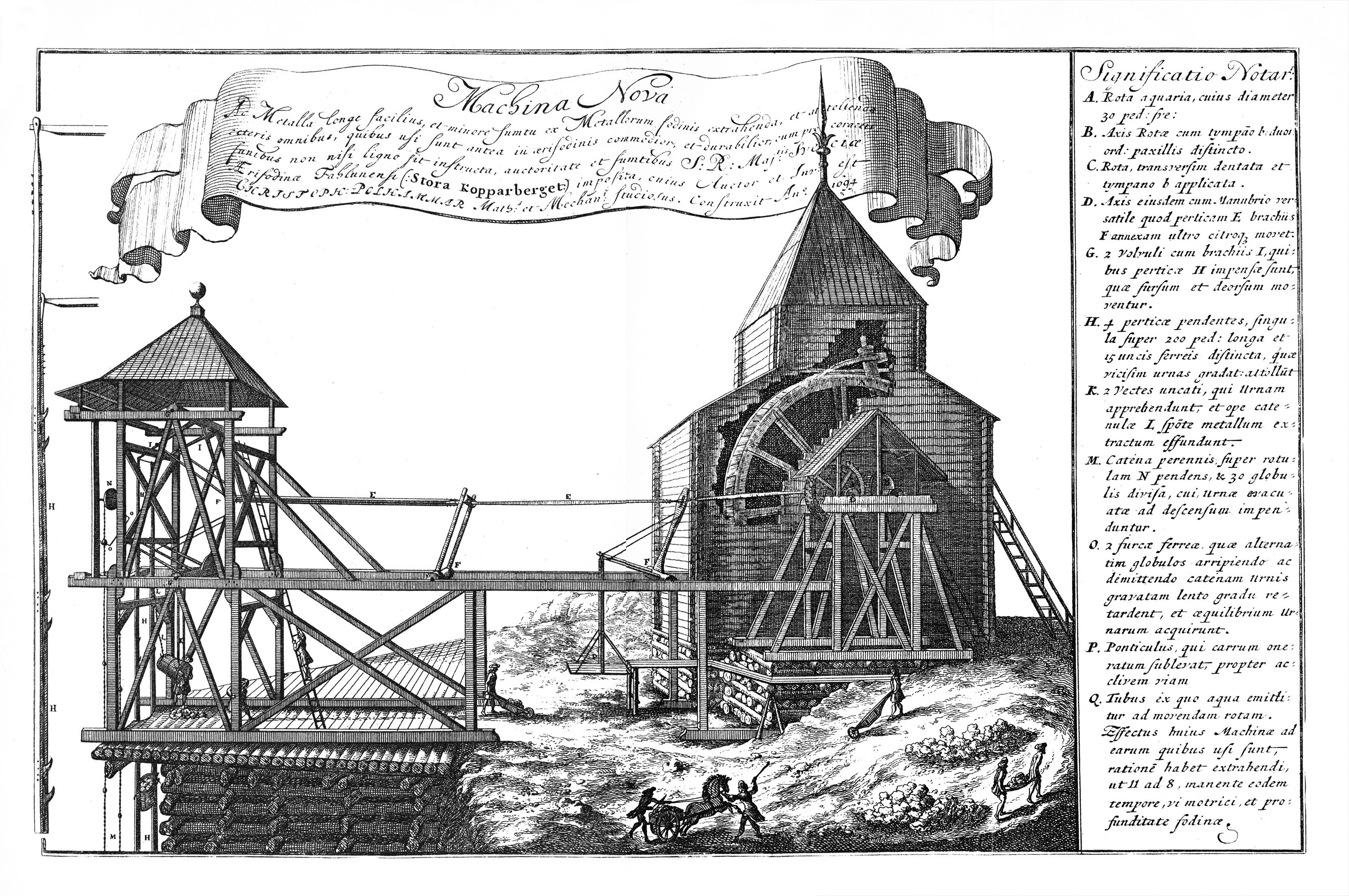
Christoffer Polhems Machina Nova, hans första uppfordringsverk vid Falu gruva.

## Äldsta historia
Ett av gruvbrytningens bekymmer har varit möjligheten att få bort det vatten som tränger ner i gruvorna.  Olika tekniska anordningar utvecklades under 1400-talet såsom s.k. pipepungskonst (tyska ”Heinzenkunst”; engelska ”rag and chain pump”) och en vattenhjulsdriven uppfordring med säckar och lina (tyska ”Kehrrad” eller ”Wassergöpel”; engelska ”bag hoist”). Dessa kunde antingen drivas av en hästvind eller ett vattenhjul.
Nya, bättre konstruktioner behövdes dock och en ny typ av maskin utvecklades — det seriekopplade pumpverket (tyska ”Stangenkunst”; engelska ”rod-engine”). I denna transporterades vattnet uppåt i en serie av kommunicerande sugande/lyftande pumpar och vattentråg, genom pumpstängers (kolvars) upp- och nedåtgående rörelse. Denna konstruktion byggde på en överföring av ett vattenhjuls roterande rörelse till en fram- och återgående rörelse hos stängerna. Detta är i grunden samma princip som hos stånggången och historikern Graham Hollister-Short visar hur dessa utvecklats parallellt. Han beskriver ett exempel på en liknande konstruktion där vattenhjulet via en horisontell rörelse hos stänger drev blåsbälgar från 1510.
När det gäller åldern för själva stånggången (tyska ”Feldgestänge”; engelska ”flat rod”) som överför kraft horisontellt menar Sten Lindroth att den  är okänd på 1580-talet i bergverken i tyska Harz eftersom inget nämns i Hardanus Hakes bergskrönika. Det första uttryckliga omnämnandet som Lindroth känner till är 1617 i Georg von Löhneyss’ arbete, där den också avbildas. Lindroth drar därav slutsatsen att den av allt att döma introducerats omkring år 1600. Senast 1606 har den funnits vid gruvorna i Clausthal och Zellerfeld, vilket framgår av kopparstick från detta år där flera stånggångar ses löpa mellan schakten.
Hollister-Shorts undersökningar visar dock på äldre exempel. Enligt honom är det äldsta exemplet på ett slags horisontell stånggång som driver vertikala pumpstänger, en skiss i en anteckningsbok från ca 1560 av Vavrinec Kricka, gjuterimästare från Mähren. Ett vattenhjul med kammar på axeln verkar på två horisontella stänger som i sin tur drar var sin vertikal stång. Det sker via en kätting som dras över en lagrad rulle där riktningen ändras 90°. De vertikala stängerna lyfts därmed för att sedan återgå med tyngdkraftens hjälp. I mer allmän användning anser Hollister-Short att stånggången kom under 1570-talet även om det saknas samtida avbildningar. Han redovisar flera exempel till stöd för detta. I Toledo byggdes 1569 en över 300 meter lång stånggång med en höjdskillnad på 100 meter, och i Liege planerade man 1586 en stånggång för att tömma översvämmade kolgruvor. En militäringenjör vid namn Jean Errard publicerade 1584 en liten gravyrbok med olika maskiner, däribland en enkel stånggång som drev en pump. Under decenniet 1590–1600 utvecklades tekniken med stånggångar och bl.a. introducerades systemet med dubbla stänger. Detta var överlägset det äldre med enkla stänger.

## Införande i Sverige
Inom ramen för sitt stora arbete om gruvbrytning och kopparhantering i Falu koppargruva föreslog Sten Lindroth att stånggången introducerades i Sverige på 1620-talet, när han första gången ser uppgifter om olika typiska persedlar som används i stånggångar i koppargruvans räkenskaper. Nyare forskning har dock visat att stånggången rimligen kom till Sverige under 1500-talets sista decennier.
Troligen var det den av Hertig Karl inkallade Christoffer Klem som introducerat såväl det seriekopplade pumpverket som stånggången i Sverige. Han var med säkerhet ansvarig för installationer i Näveberg, Bispberg, Kopparberget och Salberget. Han tycks också ha lärt upp den kände konstmästaren Nils (Jönsson Krok) som ansvarat för installationer i åtminstone Salberget, Lövåsen och Bispberg. Sedan tidigare har en Mikael Hindriksson, verksam i Nora och Lindesberg, utpekats som den som införde tekniken i Sverige, men det finns frågetecken kring vilken roll han spelat och tidsmässigt ligger hans insatser först under 1610-talet.

## Funktionssätt och utveckling

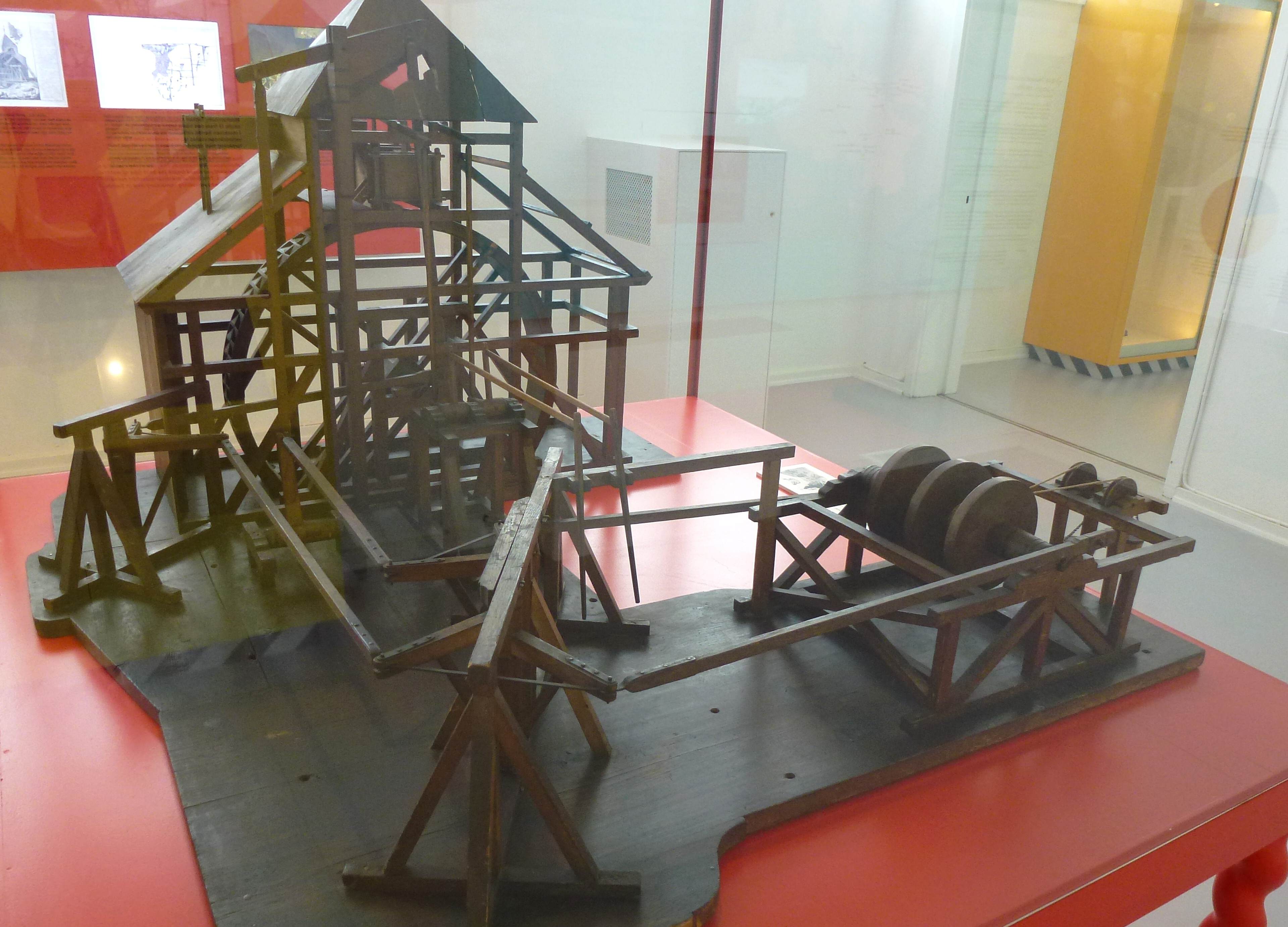
Polhemshjul, modell i Tekniska Museet.

Till skillnad från en kraftöverföring med en kontinuerligt roterande axel rör sig konst- eller stånggången pulserande, i en rörelse fram och tillbaka liknande en pistong. Den drivande änden i konstgången får sin rörelse från en vev på ett roterande hjul, som ofta drivs av vattenkraft liknande en vattenkvarn. Om konstgången drivs av vatten kallas systemet för vattenkonst och hjulet kallas konsthjul eller i Sverige även Polhemshjul eftersom Christoffer Polhem förbättrade den tyska uppfinningen. En modell av Polhems uppfinning står i Tekniska Museet i Stockholm.
Kraftförlusten i systemet kunde bli upp till 20 procent per kilometer vilket begränsade det effektiva användningsområdet till sträckor upp till några kilometer.
Långa stänger fogas samman till en anordning som fortplantar den rörelse som den första stocken fått från det roterande hjulet. I anordningens slut kan rörelsen överföras till en annan anordning, exempelvis ett annat hjul som kan driva en pump, en masugnsblåsbälg eller ett uppfordringsverk för malm och personer. Ett vändbrott eller konstbrott är en mekanisk anordning på en konstgång med vars hjälp kraften i konstgången kan växlas, delas eller riktas om. Med ett konstbrott kan alltså till exempel kraften från ett kvarnhjul delas till två slutdestinationer. En konstgång kunde i dagligt tal kallas kort och gott för en konst.

## Nackdelar
Nackdelen med konstgången var den stora överföringsförlusten och att konstruktionen ständig måste underhållas. Timret slets och anordningen kunde bli en eldfara om för mycket friktion uppstod. Om en av konstgångarnas armar bröts av började vattenhjulet snurra fortare eftersom motståndet i systemet minskade. Då kunde det hända att kvarvarande stolpar och tvärbalkar inte längre klarade belastningen och slets sönder med ett omfattande haveri till följd.

## Användningsområden
Konstgångar användes ända fram till 1900-talet inom bland annat gruvdrift, exempelvis Lombergshjulet som överförde vattenkraft till att driva pumpar i Lombergets- och Risbergsfältet vid Grängesbergs gruvor. I Persbergs järngruva fanns konstgångar med en sammanlagd längd av omkring sju kilometer. Där ersattes stora delar av konstgångarna så småningom genom att kanaler byggdes för att flytta vattenkraften närmare gruvorna. I slutet av 1800-talet och början av 1900-talet ersattes överföring av vattenkraften med elektricitet (se Hellsjöns kraftstation).

## Konsthjul som symbol
Ett Polhemshjul är "varumärket" för Ludvika Gammelgård och ett halvt konsthjul ingår i logon för Ekomuseum Bergslagen.

## Delvis bevarade konstgångar i Sverige (urval)
- Bredsjönäskonsten i norra Sörmland
- Fröå gruva i Jämtland
- Lombergshjulet vid Grängesberg
- Pershyttan i Nora kommun
- Polhemshjulet i Kärrgruvan
- Sördalens konsthjul vid Säter

## Bildexempel

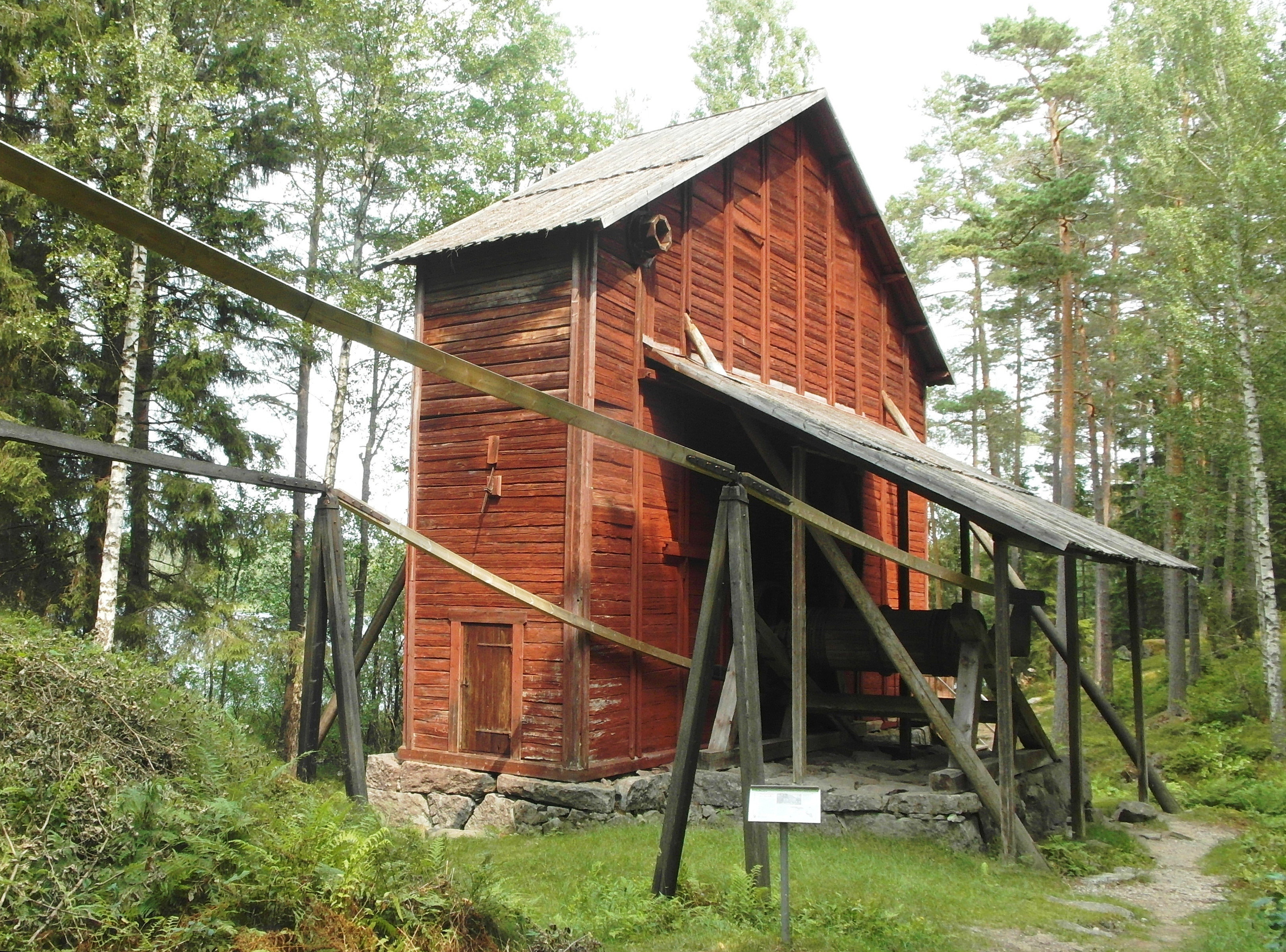
Stånggång och hjulhus, Bredsjönäskonsten
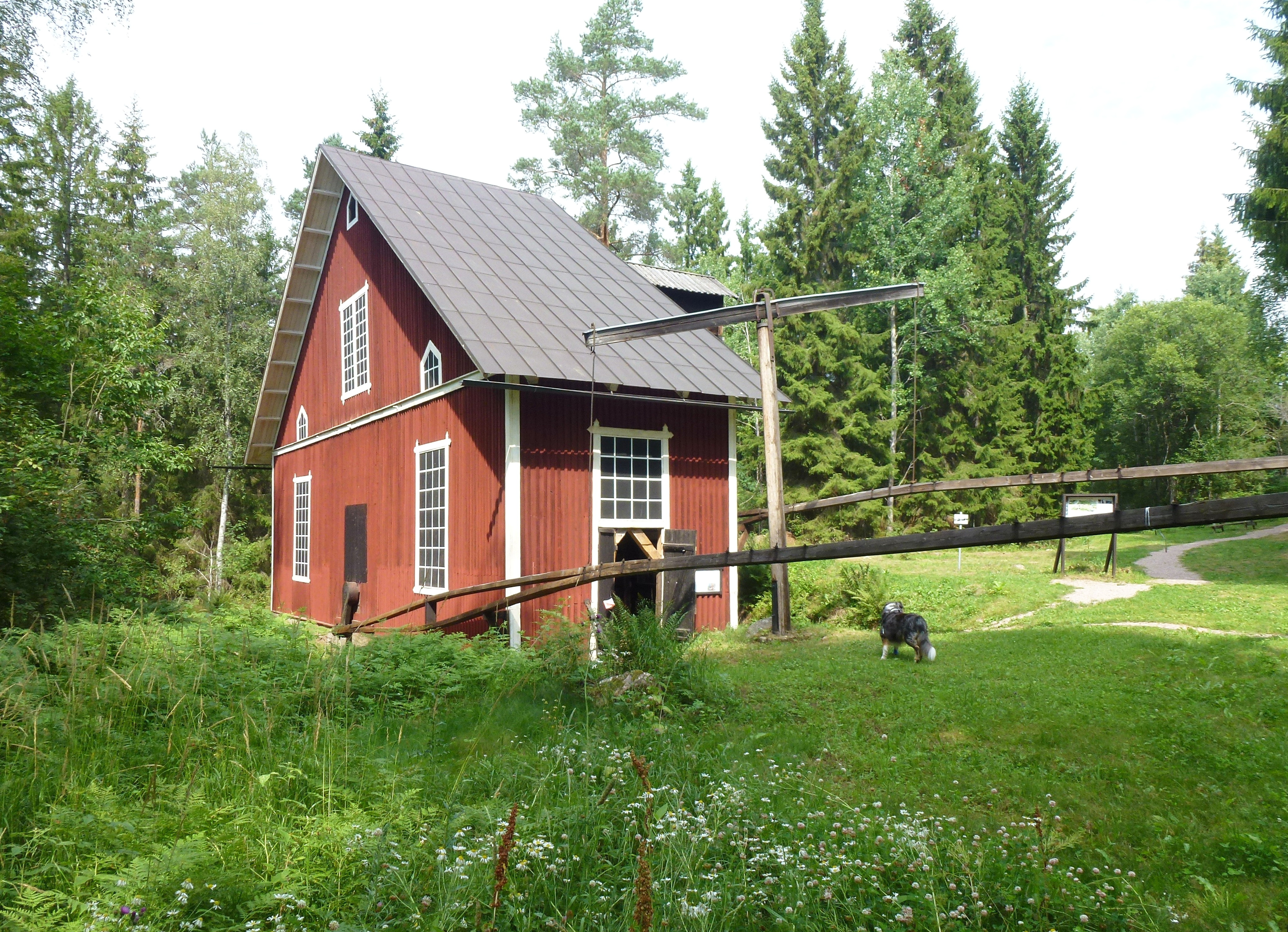
Stånggång och hjulhus i Kärrgruvan
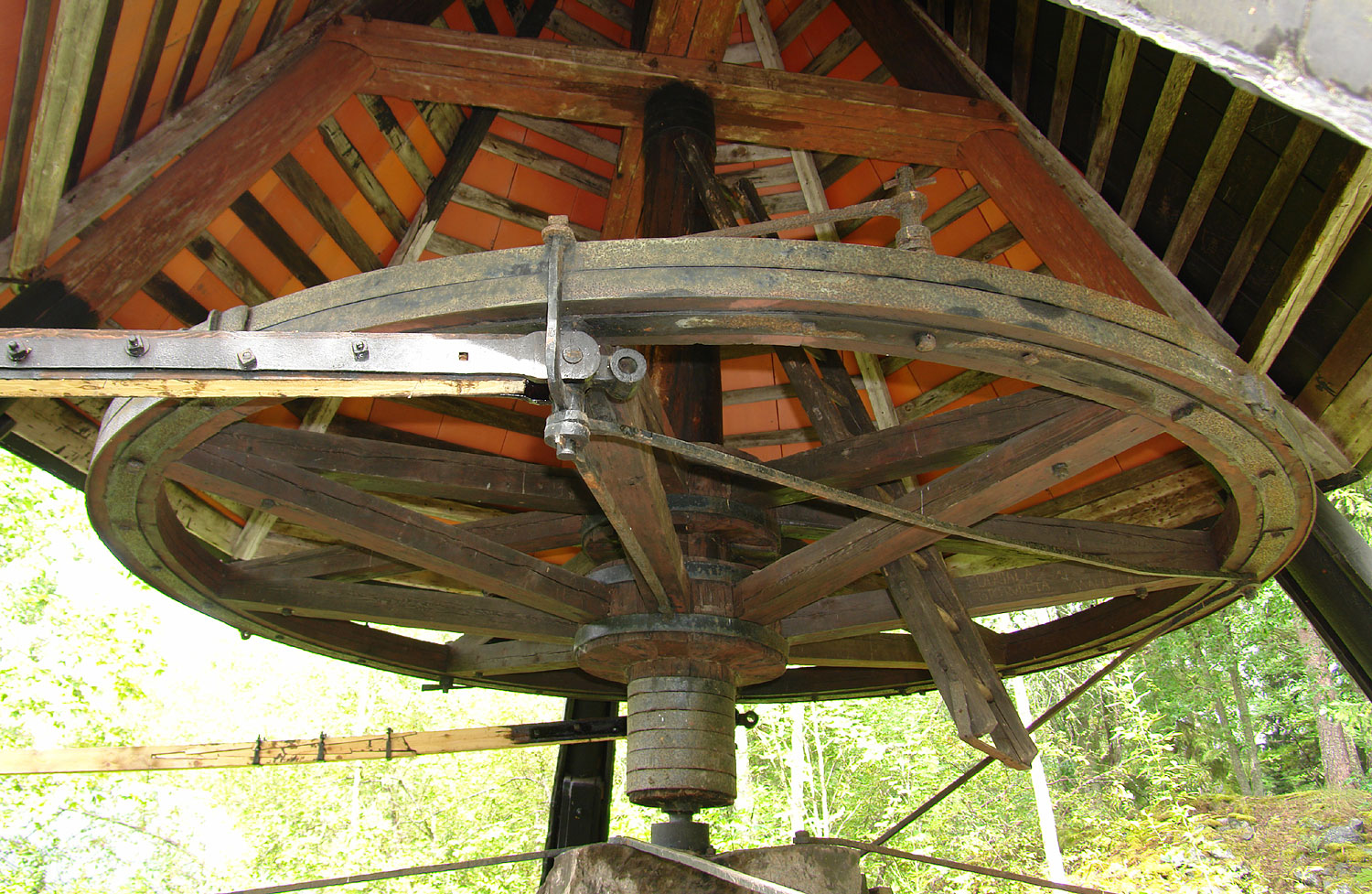
Konstbrott i Kärrgruvan
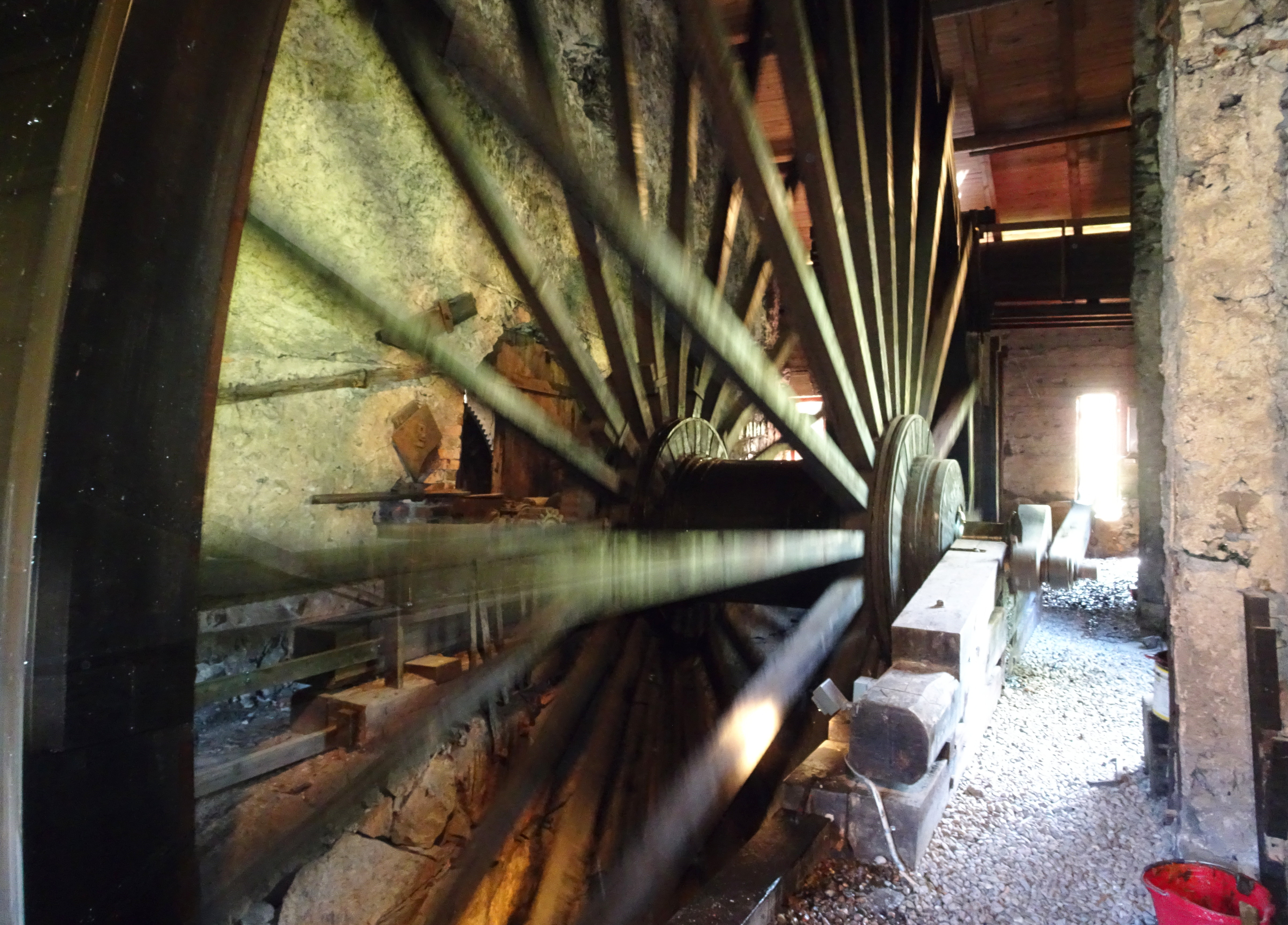
Konsthjulet i Pershyttan

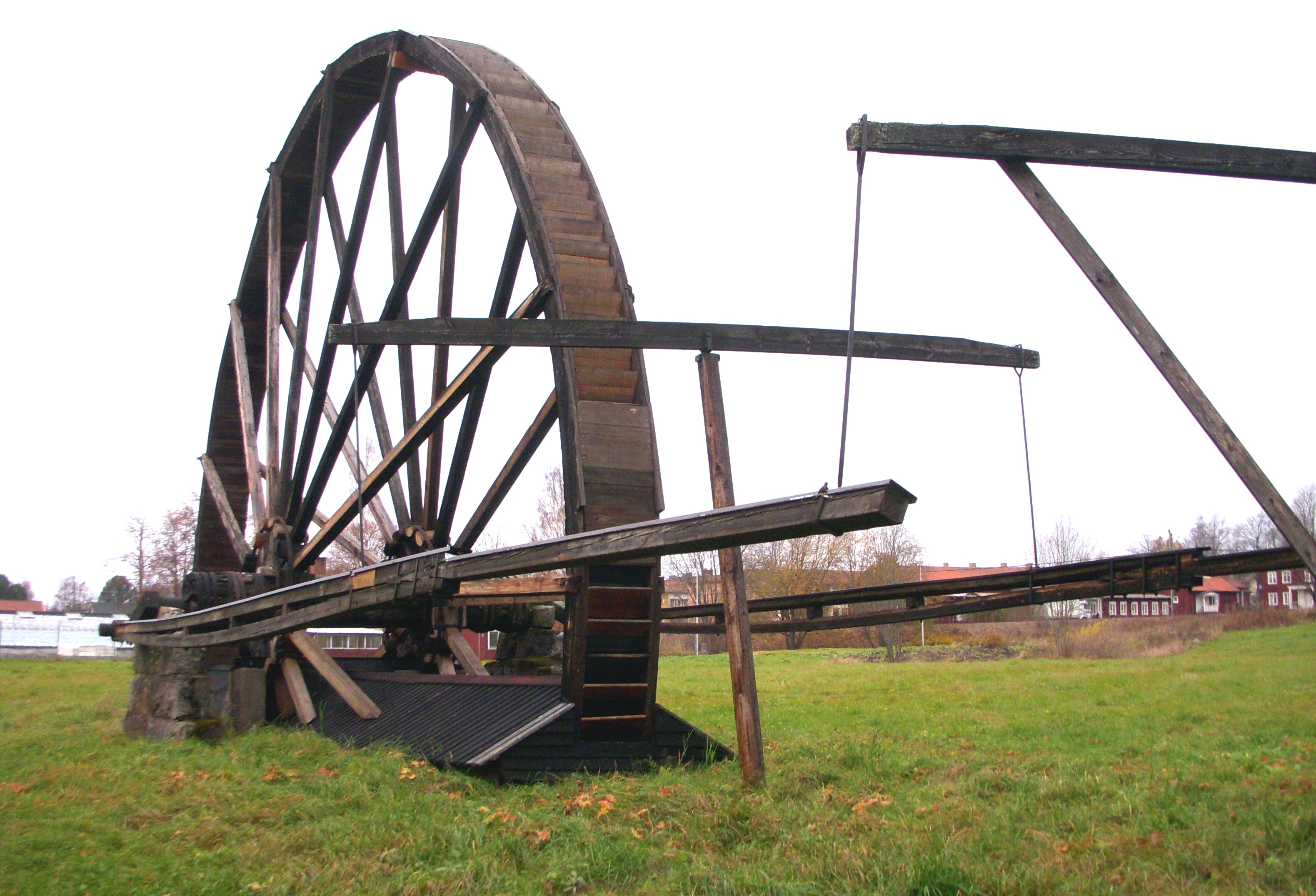
Polhemshjul på Ludvika Gammelgård
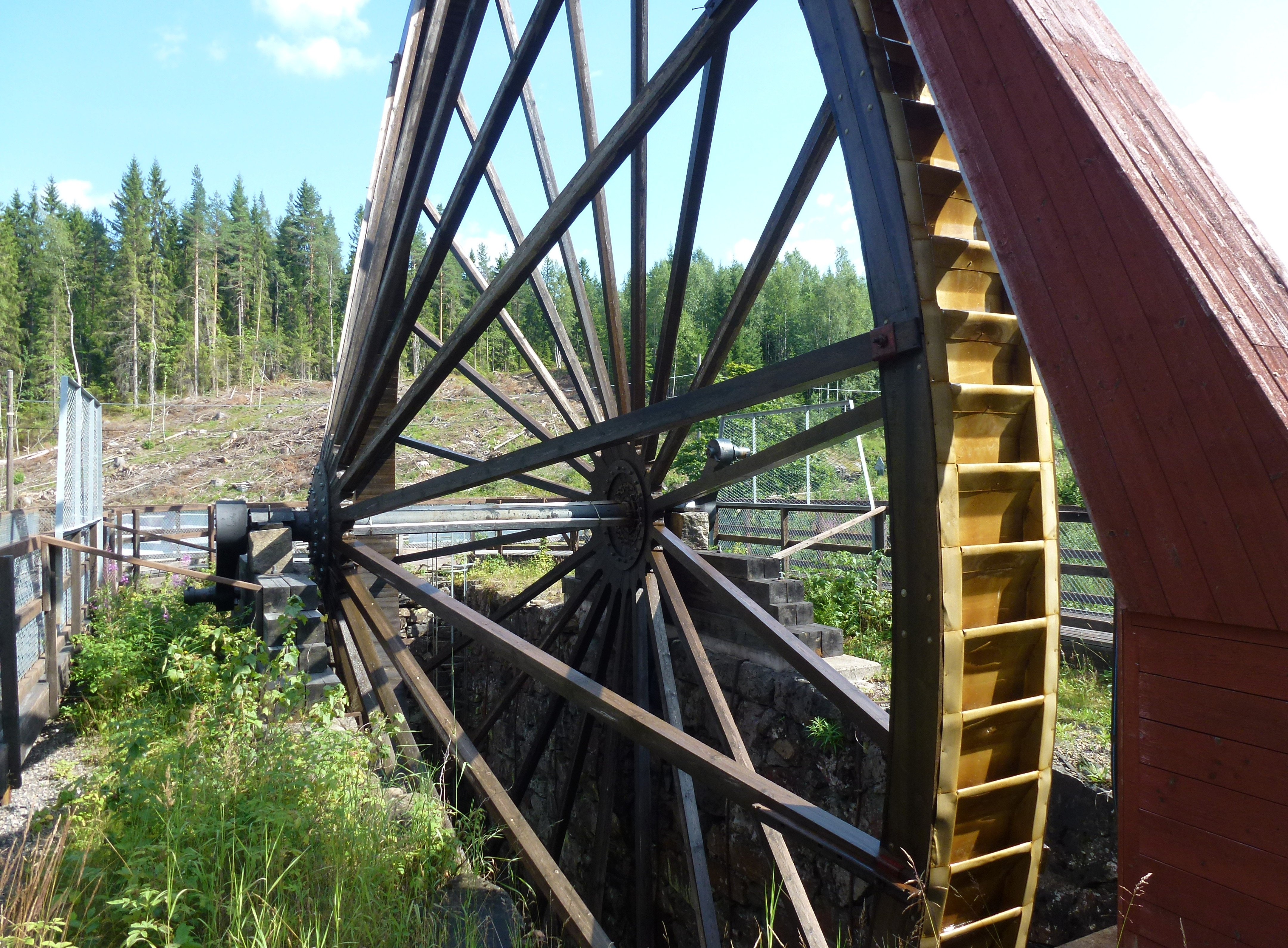
Lombergshjulet i Grängesberg
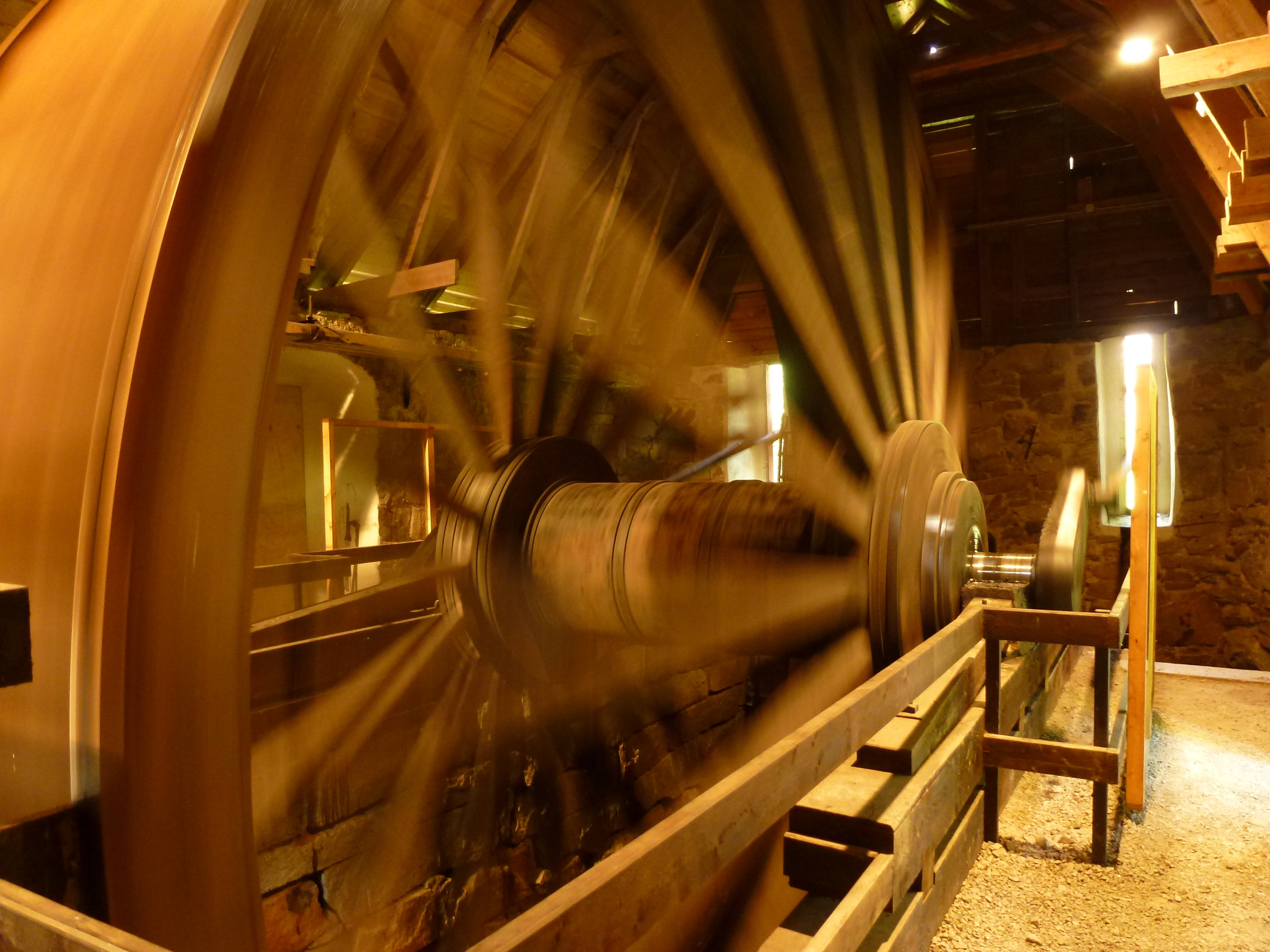
Sördalens konsthjul igång
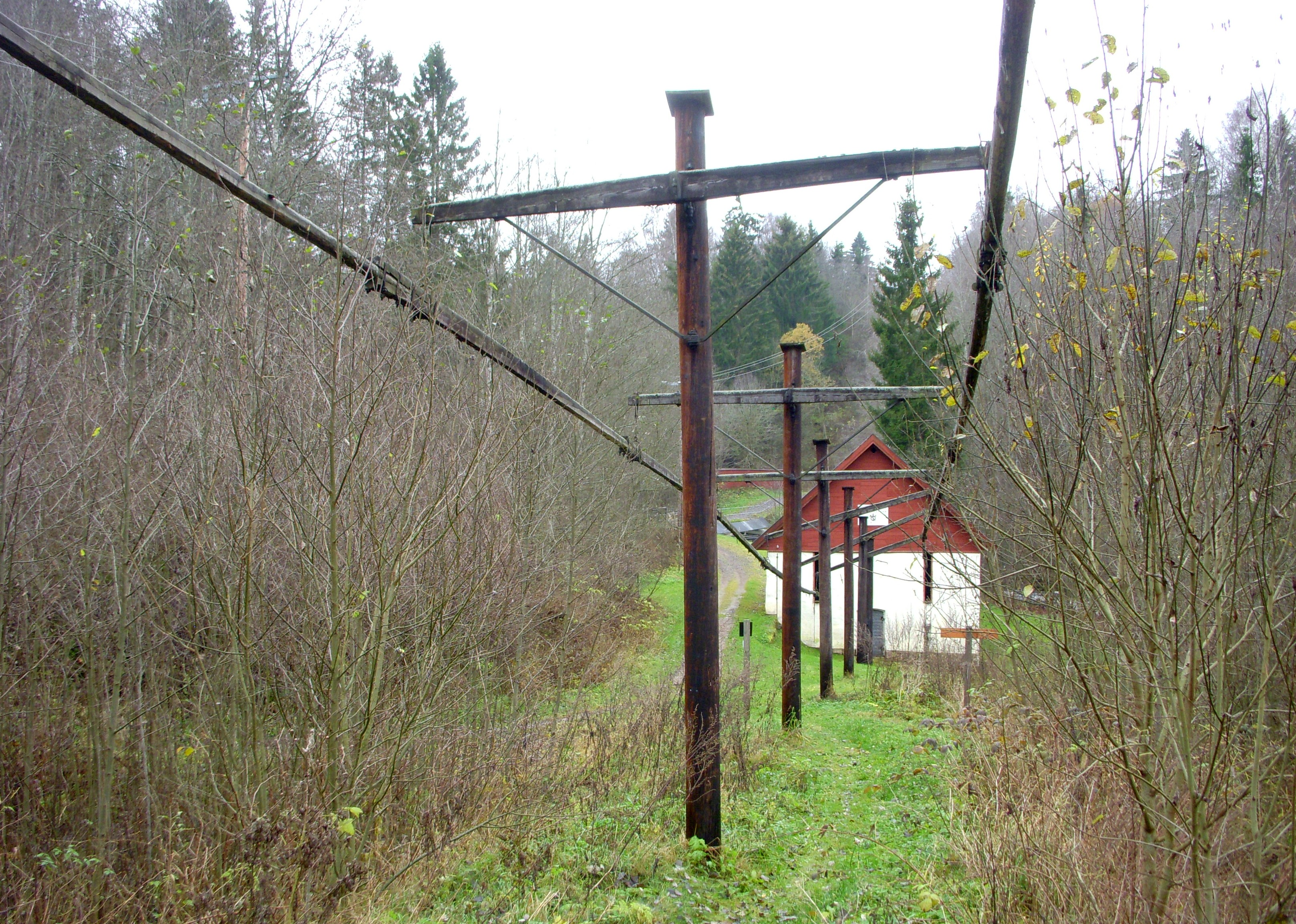
Stånggången vid Sördalens konsthjul